# Burieja
Burieja (ros. Бурея) – osiedle typu miejskiego w Rosji, w obwodzie amurskim, w rejonie burejskim. W 2010 liczyło 4833 mieszkańców.